# 4541 Mizuno
A 4541 Mizuno (ideiglenes jelöléssel 1989 AF) a Naprendszer kisbolygóövében található aszteroida. Szuzuki Kenzó és Furuta Tosimasza fedezte fel 1989. november 1-én. Nevét Mizuno Josikane japán csillagász után kapta.